# NEUROG2
NEUROG2 (англ. Neurogenin 2) – білок, який кодується однойменним геном, розташованим у людей на короткому плечі 4-ї хромосоми.  Довжина поліпептидного ланцюга білка становить 272 амінокислот, а молекулярна маса — 28 621.
| 10         |  | 20         |  | 30         |  | 40         |  | 50         |
| ---------- |  | ---------- |  | ---------- |  | ---------- |  | ---------- |
| MFVKSETLEL |  | KEEEDVLVLL |  | GSASPALAAL |  | TPLSSSADEE |  | EEEEPGASGG |
| ARRQRGAEAG |  | QGARGGVAAG |  | AEGCRPARLL |  | GLVHDCKRRP |  | SRARAVSRGA |
| KTAETVQRIK |  | KTRRLKANNR |  | ERNRMHNLNA |  | ALDALREVLP |  | TFPEDAKLTK |
| IETLRFAHNY |  | IWALTETLRL |  | ADHCGGGGGG |  | LPGALFSEAV |  | LLSPGGASAA |
| LSSSGDSPSP |  | ASTWSCTNSP |  | APSSSVSSNS |  | TSPYSCTLSP |  | ASPAGSDMDY |
| WQPPPPDKHR |  | YAPHLPIARD |  | CI         |  |            |  |            |

A: Аланін

C: Цистеїн

D: Аспарагінова кислота

E: Глутамінова кислота

F: Фенілаланін

G: Гліцин

H: Гістидин

I: Ізолейцин

K: Лізин

L: Лейцин

M: Метіонін

N: Аспарагін

P: Пролін

Q: Глутамін

R: Аргінін

S: Серин

T: Треонін

V: Валін

W: Триптофан

Кодований геном білок за функціями належить до активаторів, білків розвитку. 
Задіяний у таких біологічних процесах як транскрипція, регуляція транскрипції, диференціація, нейрогенез. 
Білок має сайт для зв'язування з ДНК. 
Локалізований у ядрі.